# Nasr al Bahr
Nasr al Bahr (L2) – omański okręt desantowy LST, zbudowany przez brytyjską stocznię Brooke Marine w Lowestoft. Okręt niemal bliźniaczy z algierskimi jednostkami typu Kalaat Beni Hammed.
Okręt posiada ładownię o wymiarach 75 x 7,4 m i może przewozić do 450 ton ładunku przy desancie na plaży lub do 650 ton ładunku przy desancie w porcie (7 czołgów średnich lub do 240 żołnierzy desantu). Okręt wyposażony jest w dziobową rampę desantową, do desantu piechoty można także użyć dwóch barek LCVP i helikoptera. Okręt nie posiada hangaru dla śmigłowca.